# O Corintiano
O Corintiano é um filme brasileiro de 1966, do gênero comédia de esportes, dirigido por Milton Amaral e estrelado por Mazzaropi.

## Sinopse
O barbeiro Manoel, apelidado de "Seu Mané", morador da Vila Maria Zélia, na cidade de São Paulo é um torcedor fanático do Corinthians Paulista, que faz de tudo pelo seu time de coração, enlouquecendo sua família. Entra em conflito com seu vizinho italiano e palmeirense, Leontino. Em uma cena, há uma guerra de hinos dos dois clubes. Mané faz promessas malucas e orações a São Jorge, passa sofrimentos e profere insultos na arquibancada. Em seu salão, corta o cabelo e faz a barba de graça de quem for corintiano e apresentar carteirinha do clube.
Quando seu time perde, compra todos os jornais das bancas. Seu mascote é um burro com a pele malhada (preta e branca), por quem nutre um carinho especial, chegando a colocá-lo para comer com ele e a família na mesa. Em outra passagem ele persegue seu rádio portátil em que o locutor esportivo Geraldo Bretas falava mal do Corinthians, começando as críticas com seu bordão "venceu mas não convenceu".
Mané insiste para que seu filho Jair jogue futebol no Corinthians e abandone o curso de medicina. Sua filha Marisa quer ser bailarina, o que também o contraria, com medo que ela se torne vedete e fique falada. Ele queria que a filha fosse costureira e a aconselhava a tentar namorar com o jogador Rivellino.

## Elenco
- Amácio Mazzaropi - Manoel "Seu Mané"
- Lúcia Lambertini - Dona Eulália
- Elizabeth Marinho - Marisa
- Roberto Pirillo - Jair, filho de seu Mané
- Carlos Garcia - Gino/Pepino, filho de Leontino
- Nicolau Guzzardi - Leontino, o vizinho palmeirense[6]
- Leonor Lambertini (Creditada como Leonor Pacheco) - Dona Mirabela
- Roberto Orozco - Ricardo
- Augusto Machado de Campos - Homem no teatro
- Xandó Batista - Maestro
- Aristides Marques Ferreira - Homem na Barbearia
- Francisco Gomes
- Argeu Ferrari - Homem na Barbearia
- Gláucia Maria
- José de Matos Alcantaro
- Herta Hille
- Ziara Freire
- João Batista de Souza - Tontinho
- Humberto Militello
- Rogério Câmara - Amigo de Jair
- Augusto César Ribeiro - Torcedor Palmeirense no inicio do filme
- Kapé
- Cláudio Maria
- José Edvaldo Garcia - Guarda do cinema
- Olten Ayres de Abreu - Ele mesmo
- Elisa Alves do Nascimento - ela mesma
- Pedro Luiz Paoliello - Ele mesmo
- Geraldo Bretas - Ele mesmo